# Cavia (kommun i Spanien)
Cavia är en kommun i Spanien.   Den ligger i provinsen Provincia de Burgos och regionen Kastilien och Leon, i den norra delen av landet, 210 km norr om huvudstaden Madrid. Antalet invånare är 283. Arean är 13,0 kvadratkilometer.
Terrängen i Cavia är huvudsakligen platt.